# Mark Lasarewitsch Gallai

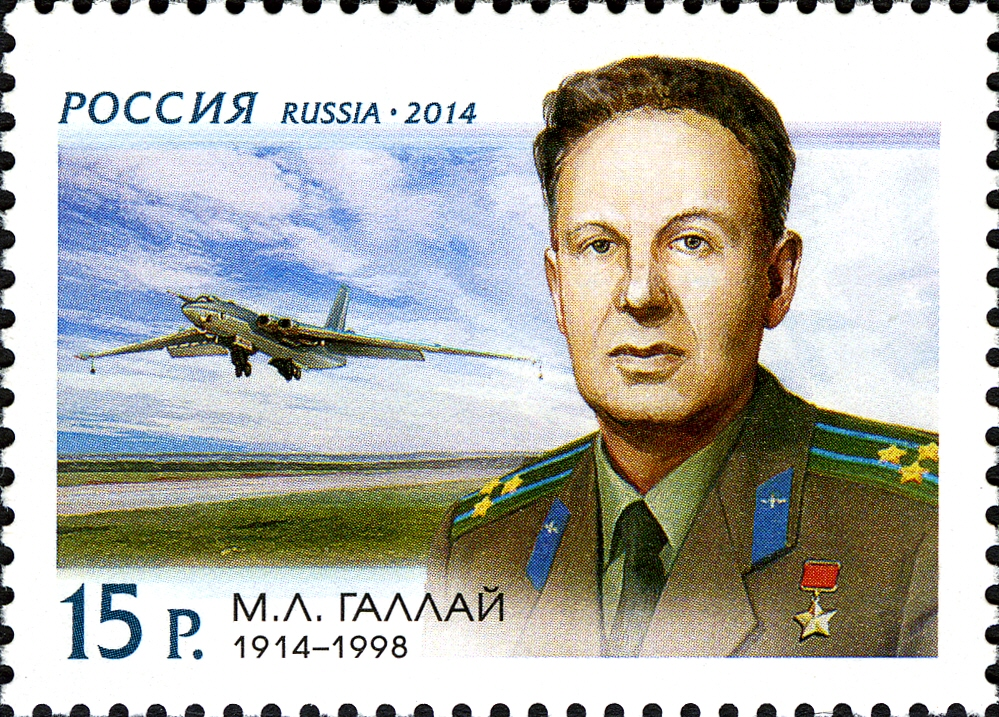
Mark Lasarewitsch Gallai

Mark Lasarewitsch Gallai (russisch Марк Лазаревич Галлай; * 3.jul. / 16. April 1914greg. in Sankt Petersburg; † 14. Juli 1998 in Moskau) war ein sowjetischer Testpilot, Ingenieur und Schriftsteller.

## Leben
Gallai studierte am Luftfahrtinstitut in Leningrad. Bereits früh interessierte er sich für Flugzeuge. Er erwarb die Segel- und Motorfluglizenz und absolvierte einen Fallschirmspringer-Lehrgang. 1936 schloss er sein Studium als Flugzeugingenieur ab und wechselte 1937 als Versuchspilot zum Zentralen Aerohydrodynamischen Institut (ZAGI).
Während des Zweiten Weltkrieges kämpfte Gallai ab 1941 zunächst als Pilot und dann als Kommandeur gegen die deutschen Invasoren. Dabei gelang ihm am 22. Juli 1941 während der deutschen Luftangriffe auf Moskau mit einer MiG-3 sein erster Abschuss, eine Do 17Z. Er war letztlich zu dieser Zeit als Testpilot am LII nicht zu ersetzen und wurde deshalb 1943 wieder aus den Kampfhandlungen herausgenommen. Auf dem Flugplatz des LII im Moskauer Stadtteil Kratowo absolvierte Gallai mit viermotorigen Bombern Pe-8 der 45. Bombenfliegerdivision, die mit ASch-82-Sternmotoren ausgerüstet worden waren, Testflüge, aber wiederum auch Einsätze. Bei einem solchen Gefechtsflug wurde die Pe-8, in der er als Copilot von M. W. Rodnych flog, in der Nacht auf den 9. Juni 1943 bei einem Angriff auf den Eisenbahnknotenpunkt Brijansk-II von gegnerischer Flak abgeschossen und die Besatzung musste mit dem Fallschirm über besetztem Gebiet abspringen. Gallai konnte sich nach der Landung zusammen mit dem Bombenschützen G. N. Gordejew zu einer im Gebiet Rognedino operierenden Partisanengruppe durchschlagen, wo beide einige Tage später mit einer U-2 ausgeflogen wurden und am 16. Juni wieder in Kratowo eintrafen.
Gallai galt als herausragender Pilot, er flog bis zum Ende seiner aktiven Laufbahn 1957 mindestens 124 verschiedene Flugzeugtypen. Darunter fanden sich extrem unterschiedlich Flugzeugtypen, vom Hubschrauber (Mil Mi-1), über den ersten Strahljäger MiG-9 der Sowjetunion bis zu schweren Bombern wie der Tupolew Tu-4 oder der Mjassischtschew M-4 sowie vom Segelflugzeug bis zu einem erbeuteten Raketenabfangjäger Me 163S. Seine Tätigkeit als Testpilot am LII musste er 1950 aufgeben, da er im Zuge einer politischen „Säuberung“ als unzuverlässig eingestuft worden war. Der wahre Grund ist jedoch in seiner jüdischen Herkunft zu suchen, die dem antisemitisch eingestellten Josef Stalin missfiel. In seinem autobiographischen Buch „Über unsichtbare Barrieren“, das in der DDR erschien, wird darauf jedoch nur äußerst vage eingegangen. Ab 1953 arbeitete er dann als Testpilot im OKB Mjassischtschew. Zum Ende seiner Testpilotenlaufbahn wurde er 1957 als Held der Sowjetunion ausgezeichnet. Gallai gehörte 1959 zu den ersten zehn sowjetischen Piloten, an die der Titel Verdienter Testpilot der UdSSR verliehen wurde.
Gallai trug den militärischen Rang eines Obersts. Er publizierte über 20 wissenschaftliche Abhandlungen über Aerodynamik, Steuertechnik und das Einfliegen von Fluggeräten sowie drei Bücher. Auch verfasste er mehrere Artikel für die DDR-Zeitschrift Fliegerrevue und deren Vorläufer Aero-Sport. Er gehörte zu der Spezialistengruppe, die mit der ersten Kosmonautengruppe der Sowjetunion, darunter auch Juri Gagarin, das Vorbereitungstraining für den ersten bemannten Weltraumflug durchführte.
Am 5. März 1996 wurde ein Asteroid nach Gallai benannt: (6719) Gallaj.

## Werke
- Über unsichtbare Barrieren – Erinnerungen eines Testpiloten. Militärverlag der DDR, Berlin 1978 (russisch: Через невидимые барьеры - Испытано в небе. Übersetzt von Traute & Günther Stein).
- Mit einem Menschen an Bord. Brandenburgisches Verlagshaus, Berlin 1990, ISBN 3-327-00988-0 (russisch: С человеком на борту. Übersetzt von Hans-Joachim Lambrecht).